# 明皇杂录
明皇杂录，为唐朝郑处诲所撰笔记。
全书分为上下两卷，《别录》一卷。所载内容为唐玄宗时逸事，真伪参杂。杨贵妃小字玉环即出于此书。